# Serratacosa
Serratacosa Wang, Peng & Zhang, 2021 è un genere di ragni appartenente alla famiglia Lycosidae.

## Distribuzione
Le tre specie sono state rinvenute nell'Himalaya: la S. himalayensis in varie località dell'Himalaya indiano, bhutanese e cinese; le altre due specie solo nell'Himalaya cinese.

## Caratteristiche
Questo genere ha vari caratteri in comune con i generi: Costacosa Framenau & Leung, 2013; Hogna Simon, 1885 e Trochosa C.L. Koch, 1847
Se ne distingue per i seguenti caratteri: la superficie dell'apofisi ventrale mediana ha un lobo semicircolare protruso e fortemente sclerotizzato; la superficie dorsale, invece, ha uno "sclerite" di forma ovale. L'apofisi terminale è contorta e l'embolo è piuttosto lungo e sinuoso.

## Tassonomia
Non sono stati esaminati esemplari di questo genere dal 2021.
Attualmente, a novembre 2021, si compone di 3 specie:
- Serratacosa himalayensis (Gravely, 1924) — Himalaya (India, Bhutan e Cina)
- Serratacosa medogensis Wang, Peng & Zhang, 2021[3] — Himalaya (Cina)
- Serratacosa multidontata (Qu, Peng & Yin, 2010) — Himalaya (Cina)